# Петруничі (Хорватія)
45°20′ пн. ш. 15°26′ сх. д. / 45.34° пн. ш. 15.43° сх. д.
Петруничі (хорв. Petrunići) — населений пункт у Хорватії, у Карловацькій жупанії у складі громади Генеральський Стол.

## Населення
Населення за даними перепису 2011 року становило 20 осіб.
Динаміка чисельності населення поселення: